# Mosóbánya község
Mosóbánya község (románul: Comuna Băița de sub Codru) község Máramaros megyében, Romániában. Központja Mosóbánya, hozzá tartozik Bükkörményes.

## Népessége
A 2011-es népszámlálás adatai alapján a község népessége 1871 fő volt.